# X-Men 2: La vendetta di Wolverine
X-Men 2: La vendetta di Wolverine (X2: Wolverine's Revenge) è un videogioco pubblicato nel 2003 per coincidere con la data di uscita del film X-Men 2. La vendetta di Wolverine è stato il primo titolo per console ad avere come protagonista Wolverine sin dai tempi di X-Men: Wolverine's Rage per Game Boy Color pubblicato nel 1994.
Il giocatore controlla Wolverine nella ricerca del proprio passato, in un'area dell'istituto Weapon X, dove anni prima gli è stato impiantato il suo scheletro di adamantio. Wolverine dovrà trovare numerosi indizi che lo aiuteranno a riprendere coscienza del proprio passato e lo aiuteranno a salvarsi la vita. Wolverine ha infatti quarantotto ore per trovare un antidoto ad un virus mortale che circola nelle sue vene.
Il videogioco è stato promosso come tie-in di X-Men 2, benché ruoti intorno ad una storia originale realizzata dall'autore di fumetti Larry Hama, e non ha alcun legame con la continuity della serie di film, essendo maggiormente legata alla storia dei fumetti.
Nel videogioco Mark Hamill presta la propria voce al personaggio di Wolverine, mentre Patrick Stewart riprende il ruolo del Professor X, che aveva già interpretato anche nel film.